# Holger Hanisch
Holger Hanisch (* 14. Februar 1950 in Hamburg; † 16. Oktober 2006 ebenda) wurde durch die (Mit)begründung zahlreicher sozialer Projekte im Hamburger Stadtteil St. Pauli bekannt. Zu seinen herausragendsten Tätigkeiten zählte der Kampf um das Hamburger Hafenkrankenhaus sowie sein Einsatz für sozial benachteiligte Personen in Hamburg.

## Leben
Hanisch wuchs zweijährig in einem Heim auf, in welches er nach dem Tode seines Vaters durch seine Mutter gesteckt wurde, ehe ihn sein Stiefvater wieder dort herausholte. Fortan wuchs er mit seinen vier Geschwistern unter ärmlichen Verhältnissen in einer 60-Quadratmeter-Wohnung im Hamburger Karoviertel auf und schleppte bereits mit 12 Jahren Bananenkisten, um das Familieneinkommen aufzubessern. Im Alter von 17 Jahren zog er in ein Jugendwohnheim und begann eine Gärtnerlehre, die er jedoch zugunsten einer Tätigkeit in einer christlichen Diakonie vorzeitig abbrach. Davon enttäuscht, welche Diskrepanz dort zwischen Wort und Tat während der Pflege von Alten zutage trat, verließ er diese wieder. Fortan arbeitete er als Telegrammbote bei der Post.

## Leistungen

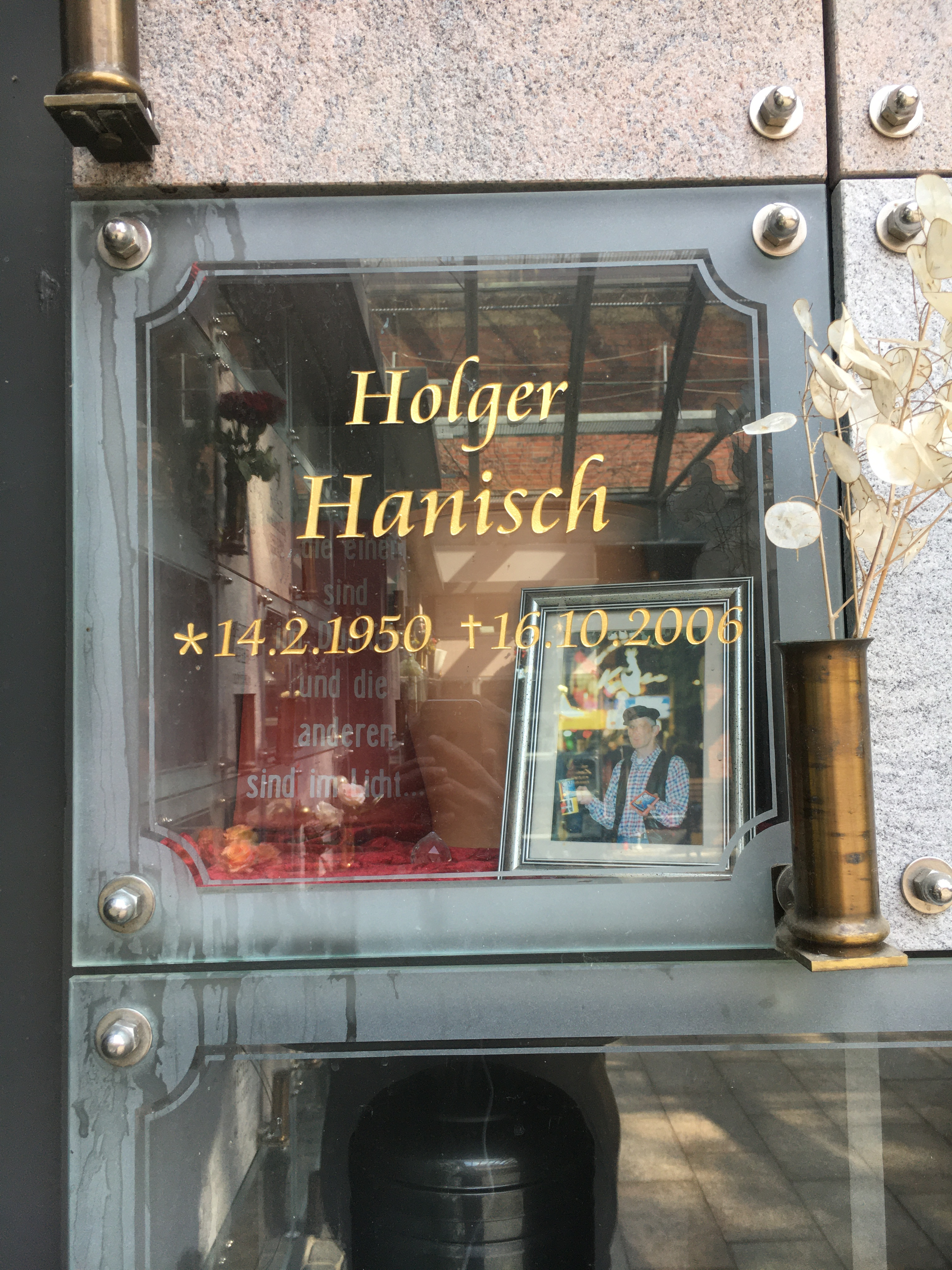
Grabstätte Holger Hanisch auf dem Friedhof Ohlsdorf in Hamburg

Ende der 1970er Jahre gründete er eine Mieterinitiative und war 20 Jahre bei Philips als Betriebsrat aktiv. Aus Protest gegen dort geplanten Sozialabbau kündigte Hanisch 1996 zusammen mit sechs weiteren Kollegen. Als Schwulen-Aktivist gründete er die Demokratische Schwulen-Initiative, um die DKP von ihrem schwulenfeindlichen Kurs abzubringen. 1998 half er mit, die soziale Einrichtung Kurverwaltung St. Pauli zu gründen, welche mit Hilfe eines käuflichen Gutscheinheftes Ermäßigungen bei Einrichtungen auf dem Hamburger Kiez gewährt.
Er zählte zu den Initiatoren des jährlich stattfinden Hamburger Bettlermarschs und zu den Mitbegründern des „CaFée mit Herz“ im Stadtteil St. Pauli, das für Obdachlose im ehemaligen Hafenkrankenhaus eingerichtet wurde. Für das CaFée mit Herz sammelte er jede Woche eindringlich, aber zugleich unaufdringlich mit einer Spendendose durch St. Paulis Amüsierbetriebe gehend Geld, und wurde 2005 für sein Werk für den Panter-Preis der taz nominiert. Zuvor half er die Initiative „Ein Stadtteil steht auf“ zu gründen, die sich für den Erhalt des Hafenkrankenhauses einsetzte und schließlich erreichte, dass dort ein Sozial- und Gesundheitszentrum entstand.
Am 16. Oktober 2006, gegen 11 Uhr morgens, verstarb Holger Hanisch 56-jährig in Hamburg aufgrund von Leukämie.